# ورلدکت
ورلدکت (انگلیسی: WorldCat) (فهرستگان جهان) یک فهرست جامع و گسترده است که محتویات کتابخانه‌ها را در ۱۷۰ کشور و ناحیه جهان، جزء به جزء فهرست کرده و ارائه می‌دهد و در مشارکت جهانی مرکز کتابخانه رایانه‌ای پیوسته (OCLC) شرکت دارد.
اعضای این وبگاهٔ به‌طور مستمر محتویات آن را به‌روزرسانی می‌کنند.